# Indicador (química)

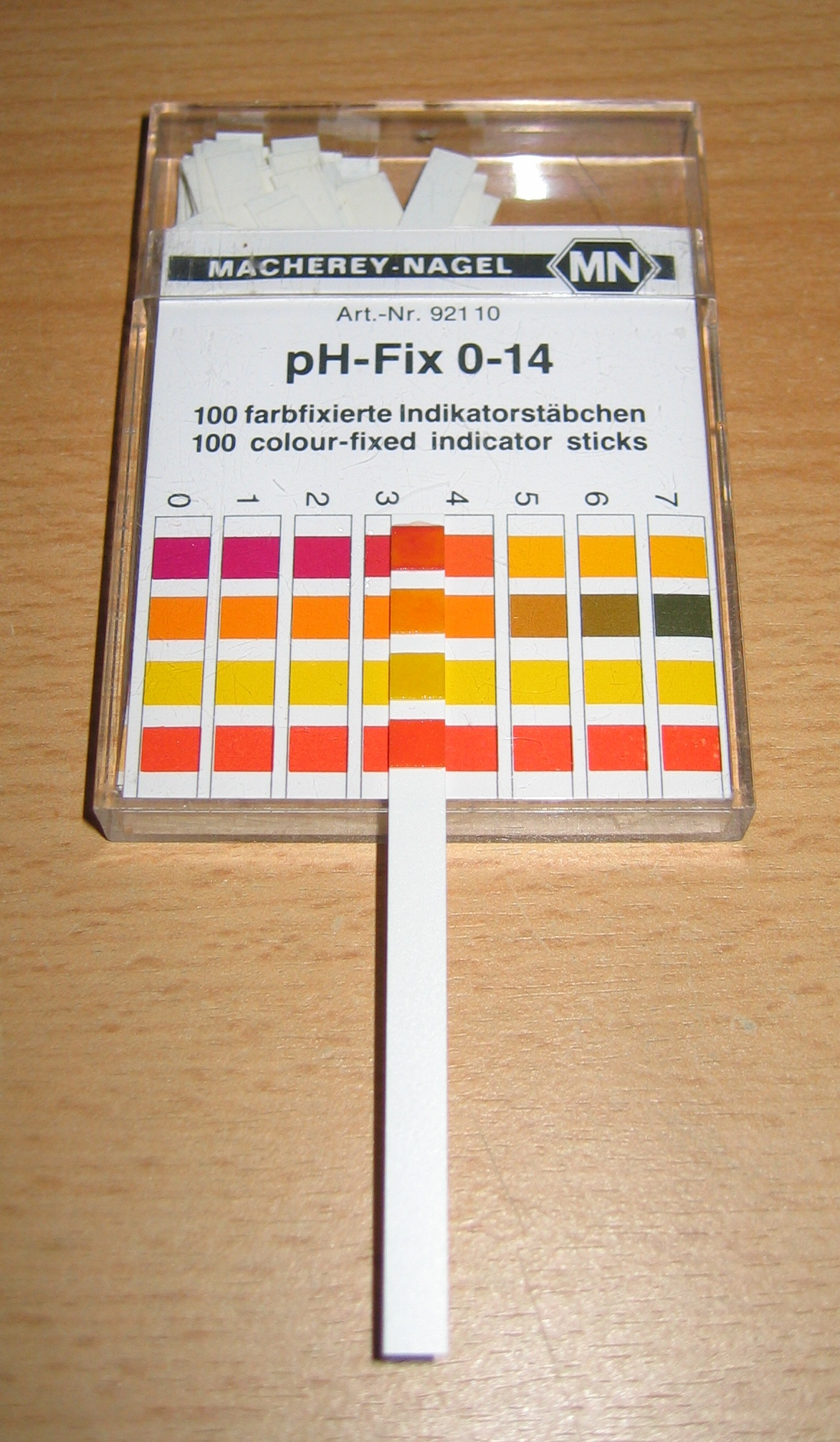
Medición del pH con un papel indicador.

Un indicador en química, es una sustancia, natural o sintética, cuyas propiedades fisicoquímicas cambian en función del medio en el que se encuentre, lo que permite seguir la marcha de los cambios químicos que se producen durante las reacciones u otros procesos químicos, o determinar ciertas características del medio químico, como la acidez o basicidad.  Una de las utilidades más frecuentes está relacionada con el análisis químico, ya que se emplean para determinar el punto final de las valoraciones volumétricas. En estos casos se escogen como indicadores sustancias que, por lo común, cambian el color o la fluorescencia de la disolución o, también, la naturaleza del precipitado cuando en la reacción de valoración se alcanza el punto de equivalencia.
En la mayoría de los casos, desde un punto de vista molecular los Indicadores son sustancia coloreadas con una estructura relativamente compleja cuyo color cambia según estén en presencia de un medio ácido o un medio básico o si el medio es oxidante o reductor. La variación de color se denomina viraje y el cambio se produce por diferentes causas, como cambios en su estructura química (pérdida o ganancia de protones o de electrones, ...), en su composición (formación de otro compuesto químico) o por modificación de ciertas propiedades físicas (adsorción sobre la superficie de un precipitado, ...). 

## Tipos de indicadores
Existen muchos indicadores en química con múltiples aplicaciones, muchas de ellas relacionadas los las titulaciones, aunque no todas. Actualmente se conocen muchos indicadores químicos, útiles para la mayoría de los equilibrios químicos implicados en los diferentes tipos de valoración. Generalmente, la reacción que provoca el cambio de color debe ser similar a la reacción de valoración. Algunos tipos de indicadores de uso frecuente son:
- Indicador ácido-base. Son indicadores que cambian de color en función del pH de la disolución en la que se encuentran. Suelen ser ácidos o bases débiles cuyas formas conjugadas presentan diferente coloración. [3] Llamando HIn a la forma ácida del indicador y In- a la forma conjugada, se da el equilibrio:

{\textstyle {\ce {HIn (color A) + H2O <=> In- (color B) + H3O+}}}
Si en una disolución la concentración de H3O+ es alta,  el equilibrio se encuentra desplazado hacia la izquierda, por lo que se aprecia el color de la forma ácida. Por el contrario, a pH alto (concentraciones bajas de H3O+ ) el equilibrio se desplaza hacia la derecha y se observa el color de la forma conjugada. Para ser un buen indicador ácido-base, el cambio de pH debe producirse en un margen estrecho de pH
- Indicador de oxidación-reducción o redox. Los indicadores redox son sustancias fuertemente coloreadas que pueden oxidarse o reducirse a determinados potenciales característicos. Para que actúen como indicadores, el color de la forma oxidada tiene que ser muy diferente al de la forma reducida.  Estos indicadores pueden representarse por la semirreacción general:

{\displaystyle {\ce {In_{ox}(color A) + ne- <=> In_{red}(color B)}}}

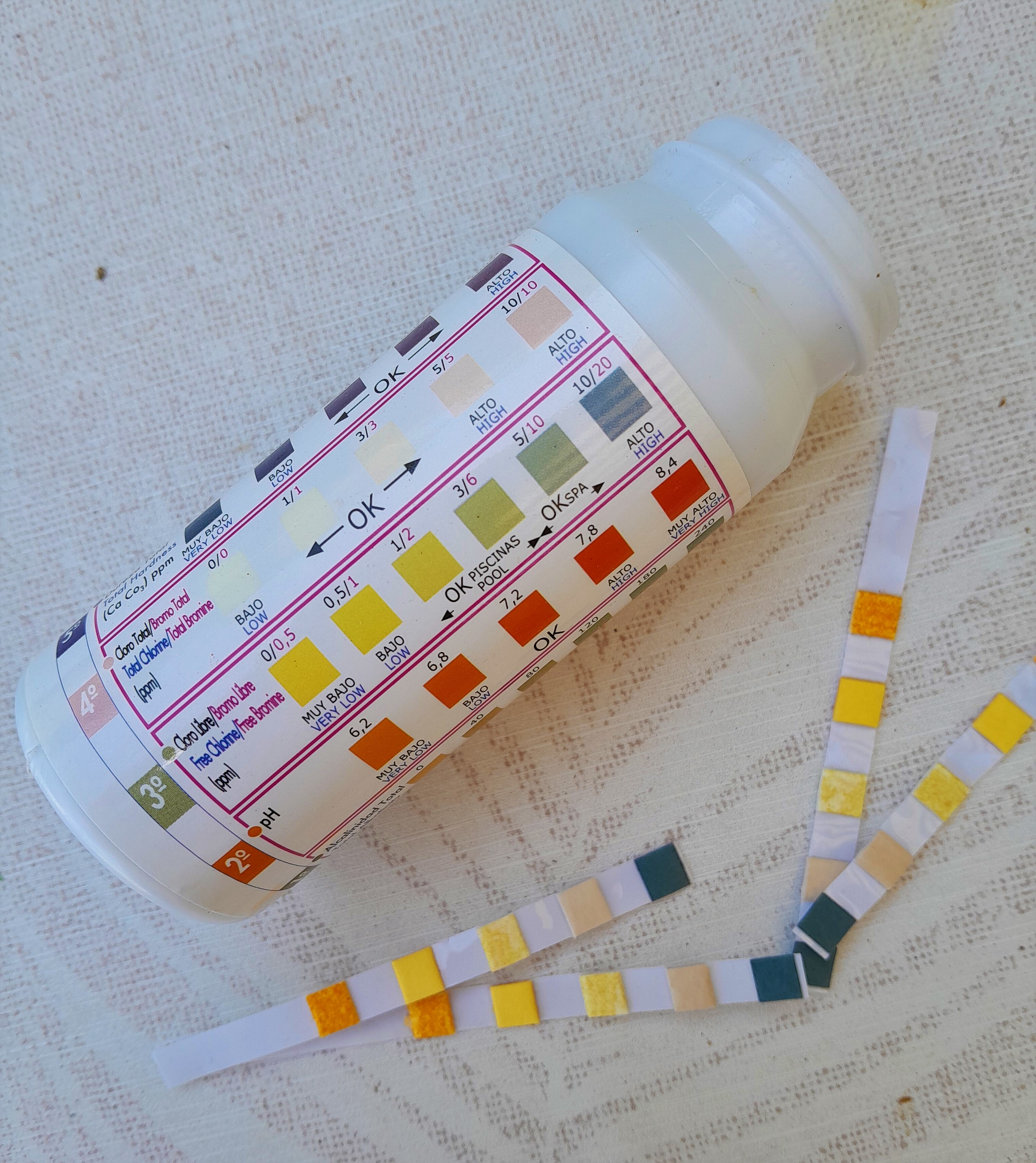
Papel indicador multifunción. 1) Alcalinidad total. 2) pH.) Cloro o bromo libre. 4) Cloro o bromo total. 5) Dureza total

Con frecuencia, una de las formas, casi siempre la reducida, suele ser incolora. Un ejemplo típico es el azul de metileno (incoloro-azul) o la difenilamina (incoloro-violeta). Cuando se utilizan para el seguimiento de valoraciones redox, es muy importante que el potencial de semireacción sea muy próximo al potencial del sistema que se valora en el punto de equivalencia.
- Indicador complexométrico o indicador metalocrómico. Estos indicadores forman complejos con determinados iones metálicos. Por lo general, en estado libre, sin complejarse, tienen un color muy diferente al que presentan cuando se encuentran formando iones complejos. Este tipo de indicadores suele ser de uso común en la valoraciones complexométricas con EDTA u otras complexonas.[5]

{\displaystyle {\ce {M-In (Color A) + EDTA -> M-EDTA + In (Color B)}}}
- Indicador de adsorción. Generalmente colorantes aniónicos que se adsorben fuertemente sobre las partículas de los precipitados, por lo que es frecuente utilizarlo en las valoraciones por precipitación (precipitometrías).  Entre los indicadores que actúan de esta forma se encuentra la fluoresceína y sus derivados, que se utilizan en argentometría.[6]
- Indicador de precipitación. Son sustancias poco solubles, que pueden tener colores característicos y que aparecen en un momento determinado de una reacción química. Cuando se utilizan en valoraciones por precipitación, el indicador tiene que formar es otro precipitado de color claramente diferente al que forma el analito con el valorante. Este indicador requiere que sea ligeramente más soluble que el precipitado que se está formando a lo largo de la valoración. Un ejemplo típico es el empleo de  cromato de potasio como indicador en las valoraciones de ion cloruro con nitrato de plata. Cuando la valoración está a punto de completarse, después de que los iones cloruro han reaccionado, se produce cromato de plata, que es un precipitado de color rojo-anaranjado, claramente diferenciable del color amarillento de la mezcla de AgCl (blanco) y cromato de potasio, (amarillo).[6]

{\displaystyle {\ce {2Ag+(aq) + CrO4^{2-}(aq) <=> Ag2CrO4(s)}}}    
- Indicador fluorescente. Este indicador actúa modificando la intensidad o la longitud de onda de emisión fluorescente en función de determinados cambios que se producen a lo largo de la reacción química. Puede utilizarse para el seguimiento de reacciones o en las valoraciones de disoluciones turbias o coloreadas.[1]

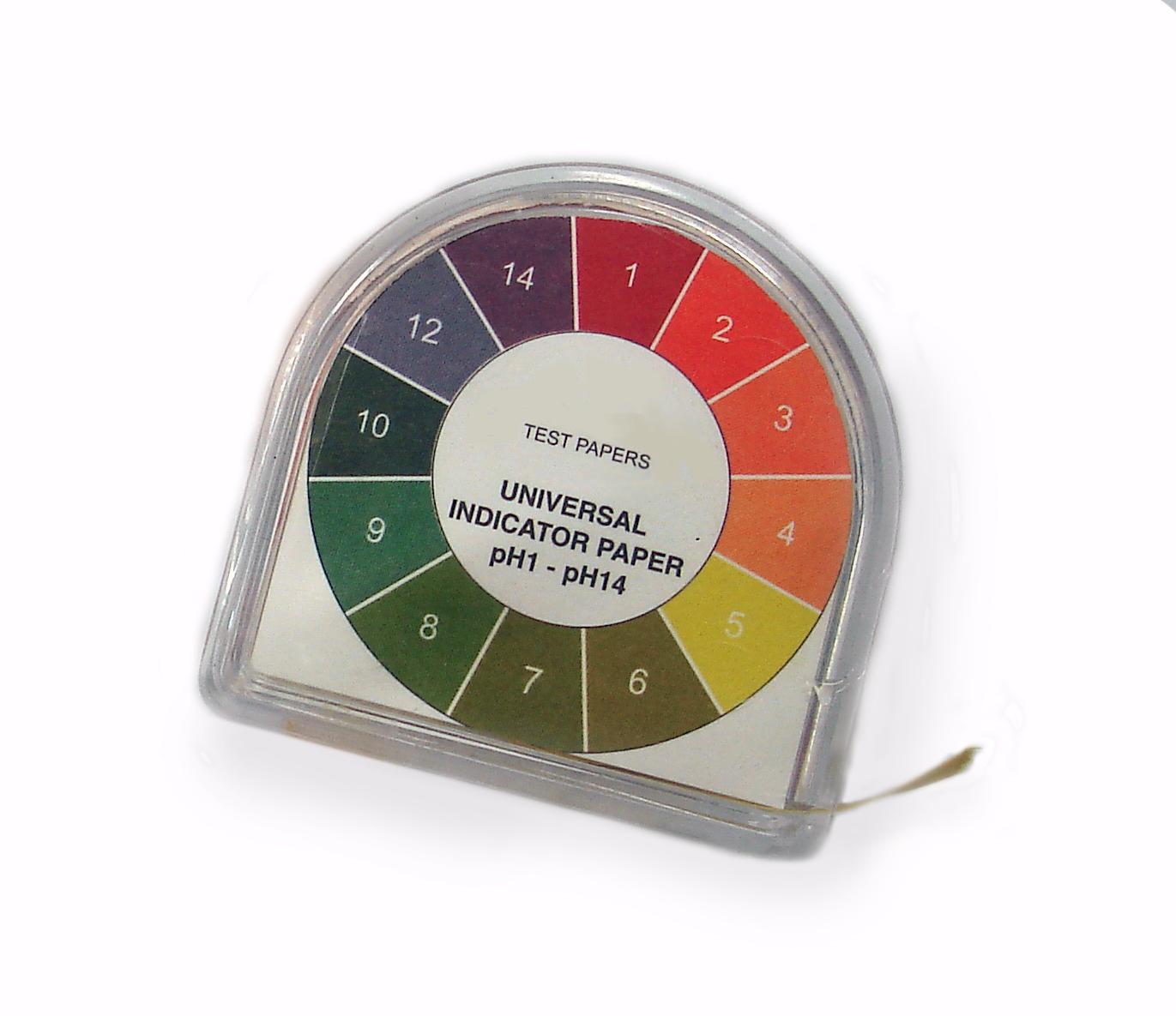
Indicador universal en papel para el rango de pH de 1 a 14

Los indicadores suelen utilizarse solos, pero también pueden mezclarse con otros, con la finalidad de mejorar la percepción del cambio de color. Un ejemplo típico es la mezcla del indicador naranja de metilo con azul de metileno. Este segundo indicador actúa como filtro del cambio de color del primero, permitiendo ver mucho mejor el viraje. Otro caso típico de mezclas de indicadores, es el denominado indicador universal, formado por una mezcla, en proporciones adecuadas, de naranja de metilo, rojo de metilo, azul de bromotimol, naftolftaleína, fenolftaleina y cresolftaleína. Esta mezcla muestra una serie de cambios de color graduales y bien definidos entre pH 3,0 y 11,5 y se utiliza, bien en líquido, bien en tiras de papel impregnado, para determinar el pH de las disoluciones de forma semicuantitativa.

## Indicadores químicos de esterilización
Los indicadores químicos de esterilización están regulados por la norma ISO 1110, la cual los clasifica con números el 1 al 6. 
El número de la clase de un indicador químico y las  está relacionado con la imprecisión y el uso específico y que no es válido este programa para usar.
- Clase 1: indicador de proceso. Indica que el material ha pasado o no por el proceso de esterilización.
- Clase 2: reservado para ensayos especiales, por ejemplo de equipamiento como el Test de Bowie Dick.
- Clase 3: indica el incumplimiento o no de un solo parámetro.
- Clase 4: indica cumplimiento o no de dos o más parámetros.
- Clase 5: sigue la curva de muerte o no de las esporas biológicas con cierto grado de precisión.
- Clase 6; indica con alta precisión el cumplimiento de todos los parámetros vinculados a procesos de esterilización específicos, aunque los valores establecidos para parámetros no garanticen la seguridad del proceso.